# Святелик Віктор Андрійович
Ві́ктор Андрі́йович Святе́лик (* 16 серпня 1947, Тульчин — † 20 грудня 2009, Тульчин) — український краєзнавець, пушкініст.

## Біографія
Народився 16 серпня 1947 р. в м. Тульчин. У 1966 р. закінчив місцеву школу № 3.
Поступив на факультет російської мови і літератури Томського університету. Через рік перевівся до Одеського університету імені Мечникова. На другому курсі перевівся до Вінницького педагогічного інституту, який закінчив у 1973 р.
Впродовж восьми років учителював у с. Суворовське  Тульчинського району. Викладав російську мову і літературу, німецьку мову, історію та географію. В цей час активно займався вивченням мов, закінчив курси німецької мови у Москві і отримав диплом перекладача.
У 1980-х рр. поступово розширювалося коло його наукових контактів, яке поступово набуло міжнародного характеру. Серед його кореспондентів слід назвати, зокрема, Романа Афтанази. Досліджував історію Тульчина та графів Потоцьких. Фундаментально вивчав проблему «утаённой любви» О. Пушкіна та видав оригінальне дослідження на цю тему, що змінило існуючі погляди на це питання. Досліджував біографію Миколи Леонтовича.
В 1988 р. очолював Тульчинський краєзнавчий музей. З 1991 р. — викладач історії мистецтва Тульчинського училища культури. Тоді ж розпочав підготовку дисертаційного дослідження. Був одним з найактивніших організаторів та учасників краєзнавчого руху в Тульчині. Наприклад, 28 лютого 2008 р. був головою журі першого туру районного конкурсу «Легенди рідного краю». Виступав на захист місцевих пам'яток, закликав створити Музей Потоцьких (у палаці Потоцьких). Був ініціатором створення Центру технічної творчості в Тульчині.
Був громадським діячем. Очолював Тульчинську районну громадську організацію «За чесність і справедливість» (легалізована шляхом повідомлення 8 лютого 2005 р.).
Вільно володів польською, англійською, німецькою, французькою, словацькою, чеською та угорською мовами. Вивчав китайську. Перекладав з двадцяти мов. Був відомим тульчинським екскурсоводом. Також був науковим керівником молодих дослідників в галузі історії. Зокрема, допомагав школярам збирати, обробляти інформацію для подальшої участі в історичних конкурсах.

## Публікації В. Святелика
- В. Святелик. Легенда, пришедшая к Пушкину // Знамя. — 1989. — № 8.
- В. Святелик. Історія Тульчина XVI—XVIII століть: Від появи міста до часів гайдамаччини. — Тульчин, 1998. — 56 с.: іл. — (Серія «Історія Тульчина та Тульчинщини»; вип.1).
- В. Святелик. Тайна жизни Пушкина. — Тульчин, 1999.

## Публікації про В. Святелика
- О. Галіза. Віктор Святелик помер удома // Газета по-українськи. — 2009. — № 953. — 25 грудня.
- С. Гальчак. Краєзнавчий рух на Вінниччині в умовах незалежності України // Краєзнавство. Науковий журнал. — 2005. — № 1-4. — С. 58-64.
- Н. Мельник. Районний конкурс «Легенди рідного краю» // Бібліотечна Тульчинщина. Інформаційний щомісячник Тульчинської централізованої бібліотечної системи. — 2008. — № 2 (6). — С. 3.
- М. Стрельбицький. Сонети-силуети [Текст] : [подільська ґалерея] / М. Стрельбицький // Вінницький край. — 2008. — № 1. — С. 24-35.
- Л. Таран. «Краса України — Поділля…» // Слово Просвіти. — 2002. — № 12 (129). — 22-28 березня. — С. 8.